# Гартс-Делайт-Айлінгтон
Гартс-Делайт-Айлінгтон (англ. Heart's Delight-Islington) — містечко в Канаді, у провінції Ньюфаундленд і Лабрадор.

## Населення
За даними перепису 2016 року, містечко нараховувало 674 особи, показавши скорочення на 4,3%, порівняно з 2011-м роком. Середня густина населення становила 24,7 осіб/км².
З офіційних мов обидвома одночасно володіли 15 жителів, тільки англійською — 660.
Працездатне населення становило 39,7% усього населення, рівень безробіття — 17,4% (16% серед чоловіків та 14,3% серед жінок). 97,8% осіб були найманими працівниками, а 4,3% — самозайнятими.
Середній дохід на особу становив $34 848 (медіана $23 504), при цьому для чоловіків — $46 845, а для жінок $24 166 (медіани — $35 456 та $19 104 відповідно).
27,6% мешканців мали закінчену шкільну освіту, не мали закінченої шкільної освіти — 29,3%, 44% мали післяшкільну освіту, з яких 17,6% мали диплом бакалавра, або вищий.
| Статево-вікова структура населення | Статево-вікова структура населення | Статево-вікова структура населення | Статево-вікова структура населення | Статево-вікова структура населення |
| ---------------------------------- | ---------------------------------- | ---------------------------------- | ---------------------------------- | ---------------------------------- |
|                                    |                                    |                                    |                                    |                                    |
| Всього                             | Всього                             | 47,4%52,6%                         |                                    |                                    |
| 0 — 14 років                       | 0 — 14 років                       |                                    | 10,3%                              | 10,3%                              |
| 15 — 64 років                      | 15 — 64 років                      |                                    | 59,6%                              | 59,6%                              |
| 65 і більше                        | 65 і більше                        |                                    | 30,1%                              | 30,1%                              |
| 85 і більше                        | 85 і більше                        |                                    | 2,2%                               | 2,2%                               |
| Середній вік (років)               | Середній вік (років)               | 49,550,2                           | 49,8                               | 49,8                               |
| Медіана (років)                    | Медіана (років)                    | 55,4                               | 55,4                               | 55,4                               |
| — чоловіки — жінки                 |                                    |                                    |                                    |                                    |

| Походження мешканців:     | Походження мешканців:     | Походження мешканців: | Походження мешканців: | Походження мешканців: |
| ------------------------- | ------------------------- | --------------------- | --------------------- | --------------------- |
| Походження                |                           |                       | осіб                  | %                     |
| Корінні американці        | Корінні американці        |                       | 35                    | 5.51%                 |
| Інше північноамериканське | Інше північноамериканське |                       | 430                   | 67.72%                |
| Європейське               | Європейське               |                       | 340                   | 53.54%                |
| британське                | британське                |                       | 335                   | 52.76%                |
| французьке                | французьке                |                       | 10                    | 1.57%                 |

| Зайнятість населення за галузями (за класифікацією NOC): | Зайнятість населення за галузями (за класифікацією NOC): | Зайнятість населення за галузями (за класифікацією NOC): | Зайнятість населення за галузями (за класифікацією NOC): | Зайнятість населення за галузями (за класифікацією NOC): |
| -------------------------------------------------------- | -------------------------------------------------------- | -------------------------------------------------------- | -------------------------------------------------------- | -------------------------------------------------------- |
|                                                          |                                                          |                                                          |                                                          |                                                          |
| Управління                                               | Управління                                               |                                                          | 8,5%                                                     | 8,5%                                                     |
| Бізнес, фінанси та адміністрування                       | Бізнес, фінанси та адміністрування                       |                                                          | 14,9%                                                    | 14,9%                                                    |
| Природничі та прикладні науки                            | Природничі та прикладні науки                            |                                                          | 4,3%                                                     | 4,3%                                                     |
| Охорона здоров'я                                         | Охорона здоров'я                                         |                                                          | 10,6%                                                    | 10,6%                                                    |
| Освіта, правозахист, муніципальні та урядові служби      | Освіта, правозахист, муніципальні та урядові служби      |                                                          | 6,4%                                                     | 6,4%                                                     |
| Роздрібна торгівля та послуги                            | Роздрібна торгівля та послуги                            |                                                          | 8,5%                                                     | 8,5%                                                     |
| Гуртова торгівля, транспорт та обладнання                | Гуртова торгівля, транспорт та обладнання                |                                                          | 29,8%                                                    | 29,8%                                                    |
| Природні ресурси, сільське господарство                  | Природні ресурси, сільське господарство                  |                                                          | 12,8%                                                    | 12,8%                                                    |
| Виробництво                                              | Виробництво                                              |                                                          | 4,3%                                                     | 4,3%                                                     |

## Клімат
Середня річна температура становить 5°C, середня максимальна – 18,6°C, а середня мінімальна – -9,4°C. Середня річна кількість опадів – 1 379 мм.
| Клімат поселення                              | Клімат поселення | Клімат поселення | Клімат поселення | Клімат поселення | Клімат поселення | Клімат поселення | Клімат поселення | Клімат поселення | Клімат поселення | Клімат поселення | Клімат поселення | Клімат поселення | Клімат поселення |
| Показник                                      | Січ.             | Лют.             | Бер.             | Квіт.            | Трав.            | Черв.            | Лип.             | Серп.            | Вер.             | Жовт.            | Лист.            | Груд.            |                  |
| Середній максимум, °C                         | 0,68             | 0,16             | 2,70             | 6,79             | 10,74            | 14,74            | 17,94            | 18,63            | 15,30            | 10,78            | 6,53             | 2,05             |                  |
| Середня температура, °C                       | −4,09            | −4,61            | −2,04            | 2,03             | 5,98             | 9,98             | 14,93            | 15,62            | 12,28            | 7,75             | 3,49             | −0,96            |                  |
| Середній мінімум, °C                          | −8,85            | −9,38            | −6,8             | −2,75            | 1,21             | 5,22             | 11,89            | 12,59            | 9,26             | 4,74             | 0,47             | −3,96            |                  |
| Норма опадів, мм                              | 128              | 116              | 107              | 107              | 94               | 99               | 98               | 92               | 129              | 146              | 133              | 130              |                  |
| Середньомісячна швидкість вітру, м/с          | 7.60             | 7.09             | 6.70             | 6.20             | 5.50             | 5.20             | 5.06             | 5.10             | 5.65             | 6.36             | 6.89             | 7.46             |                  |
| Середньомісячна сонячна радіація, кДж/м²·день | 3903             | 6770             | 10662            | 14054            | 17233            | 19206            | 19015            | 16029            | 12048            | 7130             | 4119             | 3016             |                  |
| --------------------------------------------- | ---------------- | ---------------- | ---------------- | ---------------- | ---------------- | ---------------- | ---------------- | ---------------- | ---------------- | ---------------- | ---------------- | ---------------- | ---------------- |
| Джерело:                                      |                  |                  |                  |                  |                  |                  |                  |                  |                  |                  |                  |                  |                  |